# Erigorgus yasumatsui
Erigorgus yasumatsui là một loài tò vò trong họ Ichneumonidae.